# عصب سدادی
عصب سِدادی یا عصب ابتوراتور (Obturator nerve) از اتصال شاخه‌های قدامی مهره‌های دوم، سوم و چهارم کمری آغاز و تا ماهیچه‌های نزدیک‌کننده ران امتداد دارد.
سوراخ سدادی، نام یک حلقه استخوانی در استخوان شرمگاهی است که در جلوی لگن خاصره قرار دارد. چون عصب ابتوراتور از این حلقه عبور می‌کند به این نام خوانده شده است.

## عصب دهی
عصب ابتوراتور حرکت عضلات نزدیک‌کننده ران و و حس قسمت داخلی پوست ران را تأمین می‌کند. این عضلات عبارتند از: 
ماهیچه سدادی بیرونی (ابتوراتور خارجی)، ماهیچه نزدیک‌کننده دراز (اداکتور لونگوس)، ماهیچه نزدیک‌کننده کوتاه (اداکتور برویس)، ماهیچه نزدیک‌کننده بزرگ (اداکتور ماگنوس)، ماهیچه نواری (گراسیلیس) و
ماهیچه شانه‌ای (پکتینئوس).

## ساختار
عصب سدادی از شاخه‌های قدامی ریشه‌های عصبی L2، L3 و L4 نخاع کمری منشأ می‌گیرد. از میان الیاف ماهیچه مازویی (پسواس) بزرگ پایین می‌آید و از مرز داخلی آن در نزدیکی لبه لگن خارج می‌شود. سپس از پشت سرخرگ‌های تهیگاهی مشترک و در سمت جانبی سرخرگ و سیاهرگ تهیگاهی درونی عبور می‌کند و در امتداد دیواره جانبی لگن کوچک، بالا و جلوی عروق ابتوراتور، تا قسمت بالایی سوراخ ابتوراتور حرکت می‌کند.
در اینجا از طریق مجرای سدادی وارد ران می‌شود و به یک شاخه قدامی و یک شاخه خلفی تقسیم می‌شود که در ابتدا توسط برخی از الیاف ابتوراتور خارجی و در پایین توسط نزدیک‌کننده کوتاه از هم جدا می‌شوند. 
عصب سدادی سه شاخه قدامی، خلفی و پوستی دارد.
عصب سدادی فرعی ممکن است در تقریباً ۸ تا ۲۹ درصد از جمعیت عمومی وجود داشته باشد. 

## کارکرد
عصب سدادی مسئول عصب‌دهی حسی پوست قسمت داخلی ران است.
این عصب همچنین مسئول عصب‌دهی حرکتی ماهیچه‌های نزدیک‌کننده اندام تحتانی (سدادی بیرونی، نزدیک‌کننده دراز، نزدیک‌کننده کوتاه، نزدیک‌کننده بزرگ، نواری) و شانه‌ای (غیر ثابت) است. قابل توجه است که با وجود شباهت در نام، مسئول عصب‌دهی به ابتوراتور داخلی نیست. 

## اهمیت بالینی
بلوک عصب سدادی ممکن است در طول جراحی زانو و جراحی پیشاب‌راه در ترکیب با سایر بی‌حسی‌ها استفاده شود. 

## نگارخانه

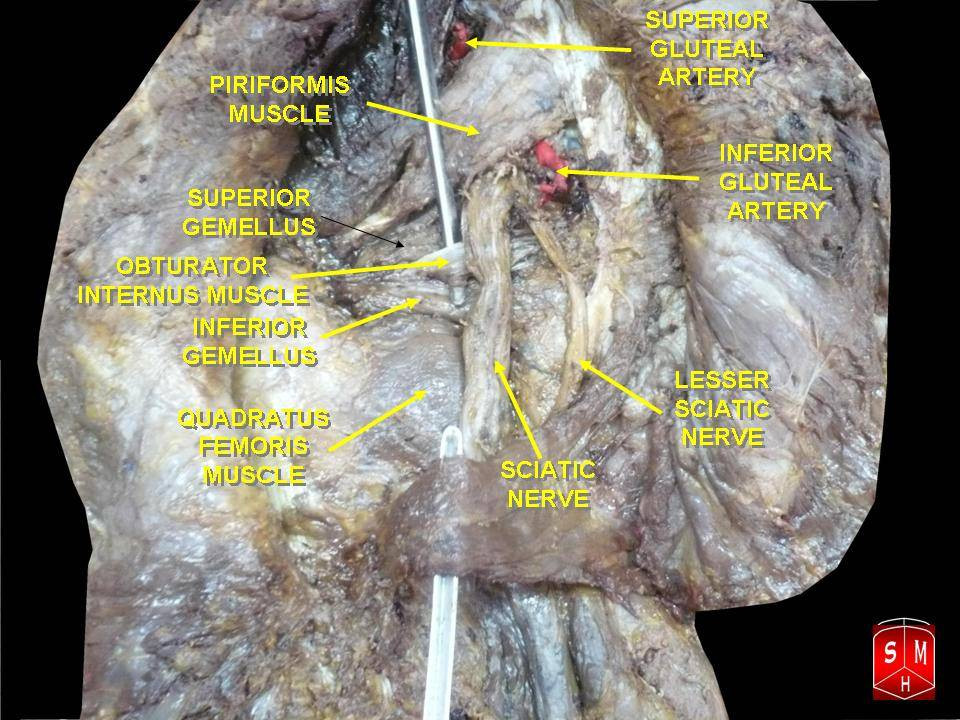
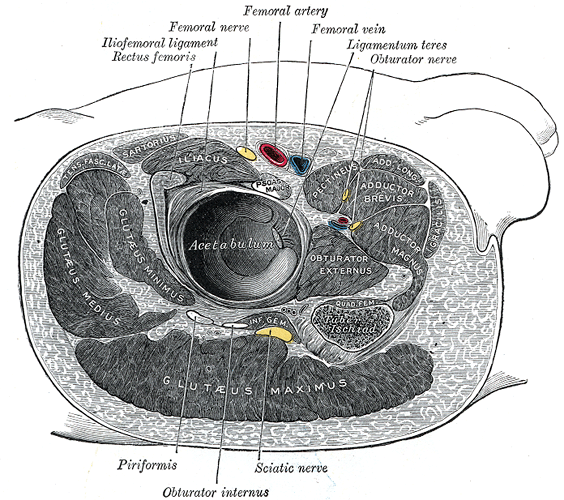
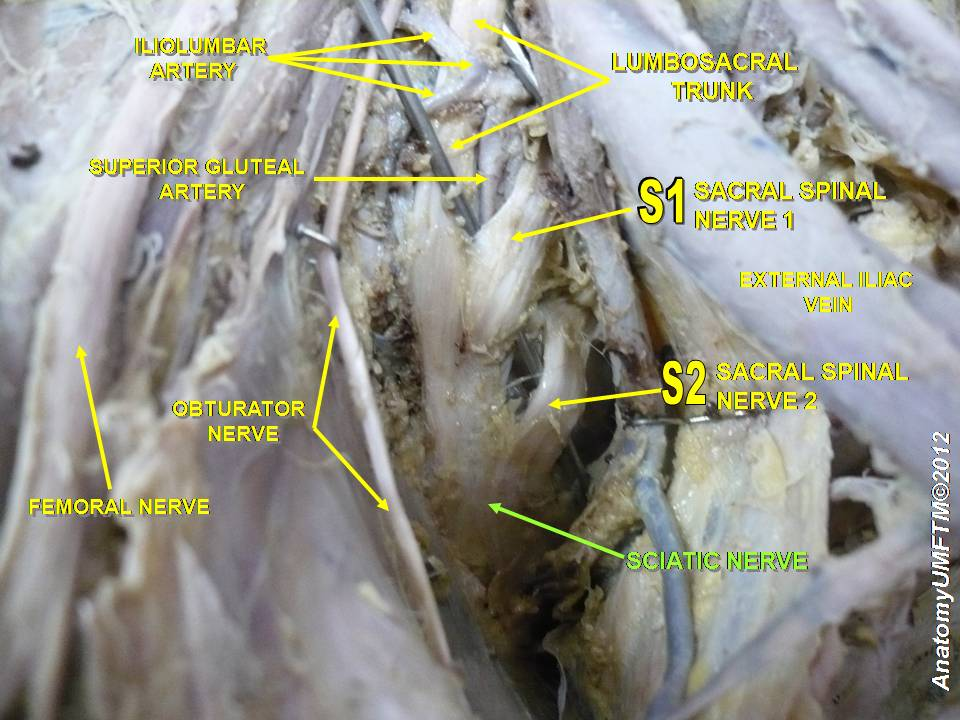